# ماتی
ماتی (به ایتالیایی: Mathi) یک کومونه در ایتالیا است که در استان تورین واقع شده‌است.

## خصوصیات
ماتی ۷٫۱ کیلومترمربع مساحت و ۴٬۰۷۴ نفر جمعیت دارد و ۴۱۰ متر بالاتر از سطح دریا واقع شده‌است.